# قوية الزعانف
قوية الزعانف (الاسم العلمي: Eusthenopteron)، وهي جنس منقرض من لحميات الزعانف، لها رابط وثيق من حيث التشريح مع رباعيات الأطراف.